# Albert Friedrich Gottschick
Albert Friedrich Gottschick (* 13. Dezember 1807 in Schorstedt; † 2. Januar 1871 in Berlin) war ein deutscher Altphilologe und Gymnasiallehrer. Er war Direktor des Anklamer Gymnasiums und des Pädagogiums Putbus.

## Leben
Albert Friedrich Gottschick war der Sohn eines Pastors und wurde, wie seine zahlreichen Geschwister, von diesem unterrichtet. Er besuchte ab 1822 das Gymnasium in Stendal. Ab 1827 studierte er in Berlin Theologie und Philologie. Er besuchte die Vorlesungen Friedrich Schleiermachers, August Neanders, August Böckhs und Georg Wilhelm Friedrich Hegels. 1829 nahm er, während er sein Studium fortsetzte, eine Stelle als Hauslehrer für die Kinder des Generals von Tippelskirch an. Nach dem Bestehen des staatlichen Examens im Februar 1831 begann er zu Ostern desselben Jahres ein Probejahr am Friedrichwerderschen Gymnasium und blieb danach dort. 1836 wurde er als zwölfter ordentlicher Lehrer des Gymnasiums angestellt. Er arbeitete gut mit dem Eduard Bonnell zusammen, der 1837 Direktor des Gymnasiums wurde, und erhielt die Beförderung zum Oberlehrer. Er unterrichtete vorwiegend die griechische Sprache und verfasste in dieser Zeit ein griechisches Lesebuch für untere und mittlere Klassen sowie eine Elementargrammatik der griechischen Sprache.
1847 wurde Gottschick mit der Leitung des wieder einzurichtenden Gymnasiums in Anklam betraut. Es gelang ihm, die Neuorganisation der Schule durchzusetzen und dieses wieder auf die Stufe eines Vollgymnasiums mit Abitur-Abschluss zu erheben. Die Provinzialschulbehörde der Provinz Pommern berief ihn darauf im September 1852 zum Direktor des Pädagogiums zu Putbus. Dieses Amt trat er im Januar des folgenden Jahres an. Hier wirkte er erfolgreich, die Schülerzahlen stiegen an und es musste mehr Wohnraum für die Alumnen bereitgestellt werden. Es gelang ihm die bisher fehlende Jahrgangsstufe der Sexta einzurichten. 1864 wurde er nach Berlin berufen und wurde Provinzialschulrat der Provinz Brandenburg.

## Schriften (Auswahl)
- Apollinis cultus unde ducendus sit, et quale eius numen apud priscos, quale apud posteros Graecos fuerit. Nauck, Berlin 1839.
- Griechisches Lesebuch für untere und mittlere Gymnasialklassen. Berlin 1842.
- Schul-Grammatik der Griechischen Sprache. Berlin 1845.
- Plutarch's Lebensbeschreibung des Camillus, zum Schulgebrauche mit erklären Anmerkungen und einem Sachregister versehen. Plahn, Berlin 1846.
- Geschichte der Gründung und Blüthe des hellenischen Staates in Kyrenaika. Leipzig 1858.
- Beispielsammlung zum Uebersetzen aus dem Deutschen in das Griechische. 1858–1863.